# Вавилонски рат
Вавилонски рат (311-309. п. н. е.) представља рат између Антигона Једноокога и Селеука Никатора. Тај рат је представљао наставак Трећега рата дијадоха. Селеук Никатор је победио и постао је најмоћнији од свих дијадоха. Тај рат омогућио је стварање Селеукидскога царства.

## Увод
Након смрти Александра Великога 323. п. н. е. у Вавилону његови генерали поделили су царство настојећи да очувају његову целину. Међутим веома брзо дошло је до унутрашњих напетости и Првога рата дијадоха у коме је поражен дотадашњи регент Пердика. Други рат дијадоха (319-315. п. н. е.) уследио је након смрти Антипатра. Био је то углавном рат Касандра и Полиперхона, али у рат су се умешали остали дијадоси. Током тога рата Антигон је заузео велике територије у Азији и постао је најмоћнији дијадох. Касандар је у Европи овладао Македонијом, а Полиперхон је морао да бежи на Пелопонез.

## Антигон као најмоћнији дијадох
Антигон Једнооки је постао најмоћнији и господарио је целом Азијом. Селеука Никатора је 316. п. н. е. протерао из његове сатрапије Вавилона. У Трећем рату дијадоха (314-311. п. н. е.) против Антигона су се удружили Птолемеј Сотер, Селеук Никатор, Касандар и Лизимах. Антигон је био у савезу са Полиперхоном. Успео је да очува већину територија у сукобу са осталима. Изнурени противници су крајем 311. п. н. е. закључили мировни споразум и признали су једни друге. Једино је Селеук Никатор био искључен из тога споразума.

## Селеуков повратак у Вавилон 311. п. н. е.
Селеук Никатор је још пре склапања мировнога споразума добио од Птолемеја 800 пешака и 200 коњаника и кренуо је на Вавилон. Селеук је претпостављао да ће у својој бившој сатрапији добити помоћ од становништва и да ће многи прећи на његову страну, а то се заиста и десило. Придружили су му се и македонски војници насељени у Карама. Дошао је до Вавилона у другој половини маја 311. п. н. е. Већина становништва изашла је у сусрет Селеуку. Наклоност народа је стекао током четири године власти као сатрап Вавилоније. Пришли су му и неки војни команданти. Они који су остали лојални Антигону склонили су се у тврђаву. Селук је изградио брану на Еуфрату, па је помоћу бране створио вештачко језеро. Током августа је срушио брану, па је уз помоћ бујице срушио зидине тврђаве. Тако је Селеук заузео тврђаву, у којој су били заточени многи који су му били лојални. Селеук је поново овладао Вавилонијом.

## Селеук осваја Персију, Медију и источне сатрапије
Антигонови сатрапи у Медији и Арији Никанор и Евагора одлучили су да интервенишу са 10.000 пешака и 7.000 коњаника. Селеук Никатор је са 3.000 пешака и 400 коњаника из Персије прешао Тигар и чекао је у заседи у једној од мочвара. Спремао се да нападне ноћу. Никанор је са својом војском дошао до Тигра и пошто није наишао на Селеукову војску мислио је да су побегли. Селеук је напао Никанорову војску ноћу. Никанорови Персијанци су пружали отпор све док није погинуо Евагора. Након тога већина војника прешла је на страну Селеука, а Никанор је побегао са мањом јединицом. Селеук је тада, новембра 311. п. н. е. добио велике војне снаге. Након тога прешао је планине Загрос и лако је освојио Сузу, Медију и остале области.

## Деметрије Полиоркет краткотрајно осваја Вавилон
Антигон Монофталмос је по свој прилици сазнао за губитак источних сатрапија у време потписивања мировног споразума са осталим дијадосима у децембру 311. п. н. е. Наредио је своме сину Деметрију Полиоркету да поново успостави ред и да поврати источне сатрапије. Дао му је 5.000 Македонаца,10.000 најамника и 4.000 коњаника. Деметрије Полиоркет је стигао у Месопотамију у пролеће 310. пре н. е, када се Селеук Никатор још увек налазио на истоку. Селеук Никатор је у то време освајао територије на границама Индије и Средње Азије. Деметрије Полиоркет је очекивао да ће Месопотамија бити незаштићена, па је због тога прешао Еуфрат и напао Вавилон пре него што се Селеук могао вратити. Освојио је једну од две тврђаве, истерао Селеуков гарнизон и у њој је оставио својих 7.000 војника. Другу тврђаву није успевао да освоји, па је ту оставио Архелаја да настави опсаду. Након пљачкања околине Деметрије Полиоркет се вратио у Сирију.

## Антигон неуспешно покушава да поврати Вавилон
Антигон Монофталмос је ујесен 310. п. н. е. поново покушао да освоји Вавилонију и успео је да уђе у Вавилон. Ипак марта 309. п. н. е. био је присиљен да напусти град. При повратку срео се са Селеуковом војском. Селеук Никатор је напао Антигоново војску за време доручка и победио је искористивши фактор изненађења.

## Значај
Антигон Монофталмос се повукао и помирио се са чињеницом да Вавилонија, Медија и Елам припадају Селеуку. Селеук је након тога отишао на исток до Индије и закључио је мировни споразум са оснивачем Маурја царства Чандрагупта Маурјом. По споразуму Чандрагупта је добио Пенџаб. Селеуку је дао 500 ратних слонова. Под Селеуковом контролом се поред Месопотамије и Ирана нашао и Авганистан. Селеук је постао најмоћнији владар након Александра Великога. Након Вавилонскога рата више није била могућа обнова Александровога царства. Четвртим ратом дијадоха и битком код Ипса 301. п. н. е. потврђен је такав исход.